# Dehydracetsäure
Dehydracetsäure, auch Dehydroessigsäure genannt, ist eine chemische Verbindung aus der Gruppe der Pyrone. Sie wurde von Johann Georg Anton Geuther entdeckt.

## Gewinnung und Darstellung
Dehydracetsäure kann durch Erhitzen von Acetessigester unter Zusatz von Natriumhydrogencarbonat oder Bariumoxid synthetisiert werden. Außerdem entsteht sie beim Erwärmen von Diketen in Gegenwart basischer Katalysatoren (z. B. Triethylamin, Pyridin).

## Verwendung
G. H. Coleman und P. A. Wolf erkannten 1947 die breite fungizide Wirkung der Dehydracetsäure. Die Verbindung wurde daher als Konservierungsmittel im hohen pH-Bereich eingesetzt, konnte aber wegen ihrer Toxizität nie eine große Bedeutung erlangen. In geringem Umfang wurde sie als Vorratsschutzmittel für Obst und Gemüse eingesetzt. Aufgrund der besseren Löslichkeit wurde das Natriumsalz der Dehydracetsäure (E266) eingesetzt. Es ist in der EU nicht als Zusatzstoff in Lebensmitteln zugelassen. Der Stoff wird jedoch unter der Bezeichnung Biogard in Mischung mit Benzylalkohol als Konservierungsmittel in Kosmetika eingesetzt.